# Drown in Designer
Drown in Designer – debiutancki mixtape amerykańskiego rapera Ski Mask the Slump Goda. Został wydany 16 maja 2016 r.  przez Victor Victor Worldwide i Republic Records. Na krążku gościnne wystąpili raperzy; XXXTentacion, Denzel Curry, Lil Pump, Treez LowKey, Craig Xen. Piosenka z albumu Take a Step Back pokryła się platyną w Stanach Zjednoczonych.

## Lista utworów
1. I LIKE BRICKS – 1:46 (tekst: Stokeley Goulbourne – muzyka: Vznxm)
2. KATE MOSS (feat. Treez LowKey) – 2:16 (tekst: Stokeley Goulbourne, Treez LowKey – muzyka: Treez LowKey)
3. Wheres The Blow! (feat. Lil Pump) – 1:25 (tekst: Stokeley Goulbourne, Gazzy Garcia – muzyka: Dj Patt)
4. TAKE A STEP BACK (feat. XXXTentacion) – 3:30 (tekst: Stokeley Goulbourne, Jahseh Onfroy – muzyka: Ronny J)
5. Billy&Mandy – 1:03 (tekst: Stokeley Goulbourne – muzyka: King Yosef)
6. UNMASK (feat. Denzel Curry i Craig Xen) – 2:45 (tekst: Stokeley Goulbourne, Denzel Curry, Craig Xen – muzyka: CaptainCrunch, Dj Patt)
7. Freaky Fred – 2:12 (tekst: Stokeley Goulbourne – muzyka: Bass Santana)
8. RIP ROACH (z XXXTentacion) – 2:50 (tekst: Stokeley Goulbourne, Jahseh Onfroy, Stain – muzyka: Stain)